# 바니 마틴
바니 마틴(Barney Martin, 1923년 3월 3일 ~ 2005년 3월 21일)은 미국의 배우이다.

## 출연 작품
- 에이리언 몬스터 (1998, I Married a Monster)
- 리틀 빅 히어로 (1992년)
- 스플래쉬 2 (1988년)
- 미스터 아더 2 (1988년)
- 내 이름은 펑키 (1984년)
- 사랑 게임 (1984, For Love or Money)
- 쾌걸 조로 (1983년)
- 미스터 아더 (1981년)
- 강력범 (1979년)
- 무비 무비 (1978년)
- 뉴욕에서의 로라 (1970년)
- 찰리 (1968년)
- 프로듀서 (1968년)

### 텔레비전
- 21 점프 스트리트 (1987년)
- 사인필드 (1990년) - 모티 사인필드 역
- 머피 브라운 (1988년)